# Chiheb Bouden
Pour les articles homonymes, voir Bouden.
Chiheb Bouden, né le 3 septembre 1961 à Kairouan, est un universitaire et homme politique tunisien.

## Biographie

### Études
Entre septembre 1979 et juin 1984, il étudie à l'École nationale d'ingénieurs de Tunis (ENIT), où il obtient un diplôme d'ingénieur en génie civil, entre octobre 1987 et septembre 1985 à l'université Paris-VII, où il décroche un diplôme d'études approfondies en énergie solaire, suivi dans le même établissement, entre octobre 1985 et avril 1989, par un doctorat en physique et énergétique. En janvier 2006, il obtient une habilitation universitaire en génie industriel.

### Carrière professionnelle
Entre 1984 et 1989, il est ingénieur à l'ENIT avant d'y enseigner à partir de cette dernière date et de la diriger du 28 novembre 2008 au 31 juillet 2014. À partir du 8 août 2014, il est le directeur général de l'Enseignement supérieur au ministère de l'Enseignement supérieur, de la Recherche scientifique et des Technologies de l'information.
Il a coordonné plusieurs projets de recherche (au sein du ministère de la Recherche et en coopération avec l'Europe), a écrit des publications dans le domaine de l'énergie solaire et de l'énergétique des bâtiments et a effectué des séjours de recherche dans des laboratoires européens et américains. Il dirige l'unité de recherche « Énergétique des bâtiments et systèmes solaires » entre 2006 et 2009, en étant membre à partir de 1999 ; il est également membre du laboratoire de recherche « Matériaux, optimisation, énergie pour la durabilité » depuis 2010.
Responsable de la pépinière d'entreprises Manartech, il a été responsable du master professionnel « Création d'entreprises et management de l'innovation » et a présenté entre 2011 et 2014 le concours national d'entrée aux écoles d'ingénieurs.

### Carrière politique
Le 2 février 2015, il est nommé au poste de ministre de l'Enseignement supérieur et de la Recherche scientifique dans le gouvernement de Habib Essid.